# 國家文化藝術基金會
財團法人國家文化藝術基金會（英語：National Culture and Arts Foundation），簡稱國藝會，是中華民國政府捐助成立的藝術與文化類財團法人機構。
國藝會的主要業務在於積極輔導、協助與營造有利於文化藝術工作者的展演環境，獎勵文化藝術事業，以提升藝文水準。此外該會下置國家文藝獎，獎勵對台灣文化藝術創意方面有特殊貢獻之人士。

## 沿革
國藝會的前身為1974年成立之國家文藝基金管理委員會（教育部管理）。1996年1月，由行政院文化建設委員會（現中華民國文化部）輔導改組轉型成財團法人機構，是為財團法人國家文化藝術基金會。其基金來源主要由行政院文化建設委員會依據「國家文化藝術基金會設置條例」捐助新台幣陸拾億元做為本金，另外透過民間捐助加強推動各項業務。
目前國藝會支持的藝文活動類型涵括文學、美術、音樂、戲劇、舞蹈、文化資產（包括民俗技藝）、視聽媒體藝術以及藝文環境與發展等，並因應時代潮流，鼓勵創新的、具突破性、實驗性與新觀念的各種藝文形式。

## 組織
本基金會設有董事會，負責督導基金會的業務方向與經費運用，監事會則是負責稽核財務執行狀況，確保所有基金與經費都能得到有效的管理和使用。董、監事人選由主管機關文化部就文化藝術界人士、學者、專家和政府有關機關代表和各界社會人士中遴選，提請行政院院長審核聘任。

### 董事會
- 執行長
- 副執行長

#### 歷任董事長
| 姓名                   | 任期                         | 備註               |
| 第一屆董事會董事長     | 第一屆董事會董事長           | 第一屆董事會董事長 |
| ---------------------- | ---------------------------- | ------------------ |
| 陳奇祿                 | 1995年9月16日－1997年7月23日 |                    |
| 秦孝儀                 | 1997年8月16日－1998年9月15日 |                    |
| 第二屆董事會董事長     |                              |                    |
| 秦孝儀                 | 1998年9月15日－2000年6月9日  |                    |
| 許常惠                 | 2000年6月26日－2001年1月1日  |                    |
| 漢寶德                 | 2001年2月1日－2001年9月15日  |                    |
| 第三屆董事會董事長     |                              |                    |
| 陳其南                 | 2001年9月16日－2003年1月31日 |                    |
| 林曼麗                 | 2003年2月1日－2004年12月31日 |                    |
| 第四屆董事會董事長     |                              |                    |
| 李魁賢                 | 2005年1月1日－2007年12月31日 |                    |
| 第五屆董事會董事長     |                              |                    |
| 黃明川                 | 2008年1月1日－2010年12月31日 |                    |
| 第六、七屆董事會董事長 |                              |                    |
| 施振榮                 | 2011年1月－2016年12月31日    |                    |
| 第八、九屆董事會董事長 |                              |                    |
| 林曼麗                 | 2017年1月1日－2022年12月31日 |                    |
| 第十屆董事會董事長     |                              |                    |
| 林淇瀁（向陽）         | 2023年1月1日-至今            |                    |

#### 歷任執行長
| 姓名   | 任期                         | 備註           |
| 執行長 | 執行長                       | 執行長         |
| ------ | ---------------------------- | -------------- |
| 陳國慈 | 1995年9月16日-1998年9月15日  |                |
| 簡靜惠 | 1998年9月16日-2001年9月15日  |                |
| 蘇昭英 | 2001年9月16日-2002年4月1日   |                |
| 薛保瑕 | 2002年4月2日-2003年1月23日   |                |
| 方國輝 | 2003年1月23日-2004年12月31日 |                |
| 蘇昭英 | 2005年1月1日-2007年12月31日  |                |
| 江宗鴻 | 2008年1月1日-2010年12月31日  |                |
| 陳錦誠 | 2011年1月1日－2016年12月31日 |                |
| 彭俊亨 | 2017年1月1日－2019年6月30日  |                |
| 林曼麗 | 2019年7月1日－2020年3月16日  | 董事長兼任代理 |
| 李文珊 | 2020年3月17日-至今           |                |

### 監事會
- 稽核

#### 歷屆常務監事
| 姓名                 | 任期                           | 備註                 |
| 第一屆監事會常務監事 | 第一屆監事會常務監事           | 第一屆監事會常務監事 |
| -------------------- | ------------------------------ | -------------------- |
| 鄭淑敏               | 1995年9月16日－1996年9月16日   |                      |
| 韋端                 | 1996年12月18日－1997年11月13日 |                      |
| 王昭明               | 1997年11月18日－1998年9月15日  |                      |
| 第二屆監事會常務監事 |                                |                      |
| 董保城               | 1998年9月16日－2001年9月15日   |                      |
| 第三屆監事會常務監事 |                                |                      |
| 鄭清文               | 2001年9月16日－2004年12月31日  |                      |
| 第四屆監事會常務監事 |                                |                      |
| 邱晃泉               | 2005年1月1日－2007年12月31日   |                      |
| 第五屆監事會常務監事 |                                |                      |
| 王惠光               | 2008年1月1日－2010年12月31日   |                      |
| 第六屆監事會常務監事 |                                |                      |
| 林信和               | 2011年1月1日－2013年12月31日   |                      |
| 第七屆監事會常務監事 |                                |                      |
| 郭政弘               | 2014年1月1日－2016年12月31日   |                      |
| 第八屆監事會常務監事 |                                |                      |
| 石光生               | 2017年1月1日－2019年12月31日   |                      |
| 第九屆監事會常務監事 |                                |                      |
| 周志宏               | 2020年1月1日－2020年8月31日    |                      |
| 黃鴻文               | 2020年10月22日－2022年1月15日  |                      |
| 劉嘉偉               | 2022年2月24日－2022年12月31日  |                      |

### 下屬部門
- 一組（研究發展組）：負責研擬國藝會各項業務政策與發展方針，並提供藝文資訊，調查，統計，分析與研究各項文化藝術獎助事業和特別規劃的專案。
- 二組（甲類補助：包括音樂、舞蹈、戲劇、視聽媒體藝術等類別）：負責研擬、宣導、推動及執行文化藝術獎助辦法和其他專案業務。
- 三組（乙類補助；包括文學、美術、文化資產、藝文環境與發展等類別）：負責研擬、宣導、推動及執行文化藝術獎助辦法和其他專案業務。
- 四組（資源發展組）：負責募集國藝會基金，處理國藝會對外之公共關係、執行出版及藝企合作專案業務，辦理「國家文藝獎」頒獎典禮及後續推廣活動。
- 行政組：負責董、監事會會議的幕僚作業，管理人力資源、文書、印信、出納、庶務，支援各組事項及其他專案業務。
- 財務組：專責國藝會財務規劃，編列及控制預算，審核各項費用、會計管理、決算事項，及其他專案業務等。

## 外部連結
- 財團法人國家文化藝術基金會 （页面存档备份，存于）（繁體中文）（英文）
- 國家文化藝術基金會設置條例（页面存档备份，存于）.全國法規資料庫
- 文化藝術獎助條例（页面存档备份，存于）.全國法規資料庫